# Riu Mess
El Mess (en luxemburguès: Sir) és un rierol de Luxemburg, en el districte de Luxemburg i un afluent de l'Alzette, pel que és també un subafluent del Rin pel Sauer i el Mosel·la.

## Geografia
Neix a la comuna de Dippach, al nord-oest del llogaret de Schouweiler, ala vora del bosc de Schullerboesch a una altitud 352 metres.
Passa per les poblacions de Sprinkange, Bettange-sur-Mess, tot seguit, la localitat de Reckange-sur-Mess i les viles Ehlange-sur-Mess, Wickrange i Pontpierre, abans de desembocar en l'Alzette al cantó Esch-sur-Alzette a prop Bergem i a l'oest d'Huncherange a la comuna de Luxemburg de Mondercange, a 277 metres d'altitud.